# Ủy ban Nhân quyền liên Mỹ
Ủy ban Nhân quyền liên Mỹ (tiếng Anh: Inter-American Commission on Human Rights, tiếng Tây Ban Nha: Comisión Interamericana de los Derechos Humanos, tiếng Pháp: Commission Interaméricaine des Droits de l'Homme, tiếng Bồ Đào Nha: Comissão Interamericana de Direitos Humanos) là một cơ quan tự trị của Tổ chức các Quốc gia châu Mỹ.
Cùng với Tòa án Nhân quyền liên Mỹ, đây là một trong các cơ quan nằm trong hệ thống bảo vệ và thúc đẩy nhân quyền liên Mỹ.
Ủy ban này là một cơ quan thường trực, có trụ sở ở Washington, D.C., Hoa Kỳ. Hàng năm Ủy ban họp các khóa họp thường xuyên và các khóa đặc biệt vài lần để xem xét các vụ tố cáo vi phạm nhân quyền ở bán cầu này. Nhiệm vụ của Ủy ban xuất phát từ 3 tài liệu sau:
- Hiến chương Tổ chức các quốc gia châu Mỹ
- Tuyên ngôn châu Mỹ về quyền và trách nhiệm của con người
- Công ước châu Mỹ về Nhân quyền

## Lịch sử hệ thống nhân quyền liên Mỹ
Hệ thống bảo vệ nhân quyền liên Mỹ nảy sinh khi chấp thuận Tuyên ngôn châu Mỹ về quyền và trách nhiệm của con người vào tháng 4 năm 1948 –  một văn kiện nhân quyền quốc tế đầu tiên có tính cách tổng quát, có trước Tuyên ngôn Quốc tế Nhân quyền trên 6 tháng.
Tòa án Nhân quyền liên Mỹ được thành lập năm 1959 và có cuộc họp đầu tiên vào năm 1960. Tòa án thực hiện chuyến viếng thăm tại chỗ lần đầu để thanh tra tình trạng nhân quyền trong một nước thành viên của "Tổ chức các quốc gia châu Mỹ" (nước Cộng hòa Dominica) năm 1961.
Một bước tiến quan trọng trong sự phát triển của hệ thống đã được thực hiện vào năm 1965, khi Ủy ban được quyền xem xét các trường hợp vi phạm nhân quyền cụ thể. Từ ngày đó Tòa án đã nhận được hàng ngàn đơn xin cứu xét và đã xử lý trên 12.000 vụ riêng rẽ.
Năm 1969, các nguyên tắc hướng dẫn trong "Tuyên ngôn châu Mỹ về quyền và trách nhiệm của con người" được đưa ra soạn thảo lại và trình bày lại trong Công ước châu Mỹ về Nhân quyền. Công ước quy định rõ các quyền con người mà các bên ký kết phải tôn trọng và bảo đảm, và nó cũng đã đặt ra việc thành lập Tòa án Nhân quyền liên Mỹ Hiện nay, Công ước này ràng buộc 24 trong số 35 nước thành viên của "Tổ chức các quốc gia châu Mỹ".

## Chức năng của Ủy ban Nhân quyền liên Mỹ
Nhiệm vụ chính của Ủy ban Nhân quyền liên Mỹ là thúc đẩy việc tuân thủ và bảo vệ nhân quyền tại châu Mỹ. Để thi hành sự ủy nhiệm này, Ủy ban có nhiệm vụ: 
- Thâu nhận, phân tích và điều tra các đơn của các cá nhân cho rằng họ bị vi phạm các quyền con người cụ thể được "Công ước châu Mỹ về Nhân quyền" bảo vệ.
- Làm việc để giải quyết các đơn khiếu tố đó bằng cách hợp tác hòa nhã với các bên (tranh chấp).
- Giám sát tình trạng nhân quyền tổng quát trong các nước thành viên của "Tổ chức các quốc gia châu Mỹ", và khi cần, chuẩn bị và công bố các báo cáo nhân quyền cụ thể của một nước.
- Tiến hành các cuộc viếng thăm tại chỗ để xem xét tình trạng nhân quyền chung của các nưoóc thành viên, hoặc để điều tra các vụ việc cụ thể.
- Khuyến khích nhận thức của quần chúng về nhân quyền và các vấn đề liên quan khắp vùng Tây bán cầu.
- Tổ chức các hội nghị, hội thảo và các cuộc họp với các chính phủ, các tổ chức phi chính phủ, các học viện vv... để thông tin và nâng cao nhận thức về các vấn đề liên quan tới hệ thống nhân quyền liên Mỹ.
- Đưa ra các khuyến nghị cho các nước thành viên rằng - nếu được thông qua - sẽ tiếp tục nâng cao sự nghiệp bảo vệ nhân quyền.
- Yêu cầu các nước thành viên chấp thuận các biện pháp phòng ngừa để ngăn chặn các thiệt hại nhân quyền nghiêm trọng, không thể khắc phục hậu quả trong những trường hợp khẩn cấp.
- Chuyển các vụ khiếu kiện về nhân quyền sang Tòa án Nhân quyền liên Mỹ, và biện hộ cho các vụ khiếu kiện này trước Tòa án.
- Yêu cầu Tòa án Nhân quyền liên Mỹ cho ý kiến tư vấn về các vấn đề liên quan tới việc giải thích Công ước (nhân quyền) hoặc các văn kiện có liên quan.

## Chức báo cáo viên và các đơn vị
Ủy ban Nhân quyền liên Mỹ đã lập ra nhiều chức báo cáo viên và một chức báo cáo viên đặc biệt để giám sát việc tuân thủ Công ước nhân quyền của các nước thành viên trong các lãnh vực sau:
- Báo cáo viên đặc biệt về các công nhân di trú và gia đình họ
- Báo cáo viên đặc biệt về các quyền của Phụ nữ Đây là chức báo cáo viên đầu tiên được Ủy ban Nhân quyền liên Mỹ thiết lập (năm 1994)
- Báo cáo viên đặc biệt về các quyền của Trẻ em
- Chức báo cáo viên về các quyền của những dân bản địa (Website tiếng Tây Ban Nha: http://www.cidh.org/Indigenas/Default.htm, không có website tiếng Anh)
- Chức báo cáo viên về các quyền của những người bị tước quyền tự do (Website tiếng Tây Ban Nha: http://www.cidh.org/PRIVADAS/default.htm, không có Website tiếng Anh)
- Chức báo cáo viên về các quyền của những hậu duệ gốc châu Phi và chống phân biệt chủng tộc. (không có Website)
- Báo cáo viên đặc biệt về Tự do ngôn luận. Chỉ có một chức báo cáo viên đặc biệt của Ủy ban Nhân quyền liên Mỹ, nghĩa là có một báo cáo viên làm việc toàn thời gian. Các chức báo cáo viên khác thuộc quyền các ủy viên, những người có các chức năng khác trong Ủy ban Nhân quyền và cũng có công việc riêng trong nước của họ, vì việc làm ủy viên của họ không được hưởng lương.

Ủy ban Nhân quyền cũng có một đơn vị các người bảo vệ nhân quyền (website tiếng Tây Ban Nha: http://www.cidh.org/defenders/defensores.htm), một phòng báo chí và tiếp xúc với cộng đồng (http://www.cidh.org/prensa.eng.htm)

## Đơn khiếu kiện
Ủy ban xử lý các đơn khiếu kiện được nộp cho mình theo các thủ tục: Rules of Procedure Lưu trữ ngày 12 tháng 10 năm 2004 tại Wayback Machine.
Đơn khiếu kiện có thể do các nước thành viên, các tổ chức phi chính phủ hay các cá nhân nộp cho Ủy ban. Không giống như hầu hết các hồ sơ tòa án, các đơn khiếu kiện là những tài liệu bí mật và không được công khai. Đơn khiếu kiện phải đáp ứng ba yêu cầu:
- đã từng thử các biện pháp giải quyết ở trong nước mà không thành công
- đơn phải được nộp trong vòng 6 tháng sau khi thử biện pháp giải quyết cuối cùng theo hệ thống trong nước (mà thất bại)
- đơn không được nộp trước một tòa án khác (trùng lặp thủ tục).

Khi đơn đã được nộp, sẽ tiến hành các thủ tục sau:
- Đơn được chuyển tới Ban thư ký để xem xét lại đã đầy đủ chưa – nếu đã đủ các chi tiết theo yêu cầu –thì đăng ký vào sổ và ghi số (hồ sơ). Đây là nơi nhà nước được thông báo về đơn khiếu kiện.
- Đơn được xem xét lại xem có thể được chấp nhận (hay không).
- Ủy ban cố gắng tìm cách hòa giải thân thiện.
- Nếu không đạt được thỏa thuận, thì mỗi bên sẽ nộp bản trình bày lý lẽ của mình trên lẽ phải trái của vụ án.
- Sau đó Ủy ban lập một báo cáo về lẽ phải trái của vụ việc, được biết đến như là một báo cáo Điều 50 từ điều khoản của Công ước có liên quan. Đây cơ bản là một quyết định của Ủy ban với các khuyến nghị về cách giải quyết cuộc tranh chấp. Báo cáo Điều 50 được gửi đến nhà nước liên quan. Đây là một báo cáo mật, bên nguyên đơn không có được một bản sao đầy đủ của báo cáo này.
- Nhà nước có thời hạn 2 tháng để thi hành các khuyến nghị của báo cáo.
- Người khởi kiện sau đó có một tháng để nộp đơn yêu cầu đưa vấn đề này ra Toà án Nhân quyền liên Mỹ (chỉ áp dụng nếu Nhà nước bị kiện đã công nhận thẩm quyền của Tòa án Nhân quyền liên Mỹ).
- Ủy ban Nhân quyền có thời hạn 3 tháng kể từ ngày gửi báo cáo Điều 50 cho nhà nước bị kiện, đê hoặc công bố báo cáo Điều 50 hoặc gửi hồ sơ vụ khiếu kiện sang Tòa án Nhân quyền liên Mỹ. Ngoài ra, Ủy ban cũng có thể chọn cách giám sát tình hình. Công ước châu Mỹ về Nhân quyền xác định rằng nếu báo cáo không nộp cho Tòa án trong vòng 3 tháng thì nó sẽ không được nộp trong tương lai, nhưng nếu Nhà nước yêu cầu nhiều thời gian hơn để thi hành theo khuyến nghị của báo cáo Điều 50, thì Ủy ban có thể cho phép với điều kiện là Nhà nước đó ký bản từ bỏ yêu cầu này.

## Thành phần Ủy ban Nhân quyền liên Mỹ
Các viên chức được xếp hạng của Ủy ban Nhân quyền liên Mỹ là 7 ủy viên.
Các ủy viên được Đại hội đồng của Tổ chức các nước châu Mỹ bầu chọn cho một nhiệm kỳ 4 năm, với khả năng tái cử một lần, trong một thời hạn tại chức tối đa là 8 năm.
Các ủy viên này phục vụ với tư cách cá nhân và không được coi là đại diện cho tổ quốc mình, mà đại diện cho "mọi nước thành viên của Tổ chức" (Điều 35 của Công ước).
Công ước (Điều 34) nói rằng họ phải "là những người có tính đạo đức cao và được công nhận là có thẩm quyền trong lãnh vực nhân quyền".
Không một quốc gia thành viên nào được có 2 công dân cùng làm ủy viên một lúc (Điều 37), và các ủy viên được yêu cầu không tham gia vào việc thảo luận các vụ việc có liên quan tới tổ quốc mình.

Clare K. Roberts, Chủ tịch 2005

### Các ủy viên hiện thời
| Tên | Nước        | Chức vụ               | Được bầu  | Nhiệm kỳ            |
| --- | ----------- | --------------------- | --------- | ------------------- |
| Luz Patricia Mejía Guerrero | Venezuela   | Ủy viên               | 2007      | 2008–2011           |
| Felipe González Morales | Chile       | Chủ tịch              | 2007      | 2008–2011           |
| Paulo Sérgio Pinheiro | Brasil      | Phó chủ tịch thứ nhất | 2003 2007 | 2004–2007 2008–2011 |
| María Silvia Guillén | El Salvador | Ủy viên               | 2010      | 2010–2011           |
| Rodrigo Escobar Gil | Colombia    | Ủy viên               | 2010      | 2010–2013           |
| Dinah Shelton | Hoa Kỳ      | Phó chủ tịch thứ hai  | 2010      | 2010–2013           |
| Jesús Orozco Henríquez | Mexico      | Ủy viên               | 2010      | 2010–2013           |
| Source: IACHR elects officers (ngày 16 tháng 3 năm 2009). Xem thêm: IACHR distributes rapporteurships (ngày 4 tháng 3 năm 2008). |             |                       |           |                     |

### Các ủy viên cũ

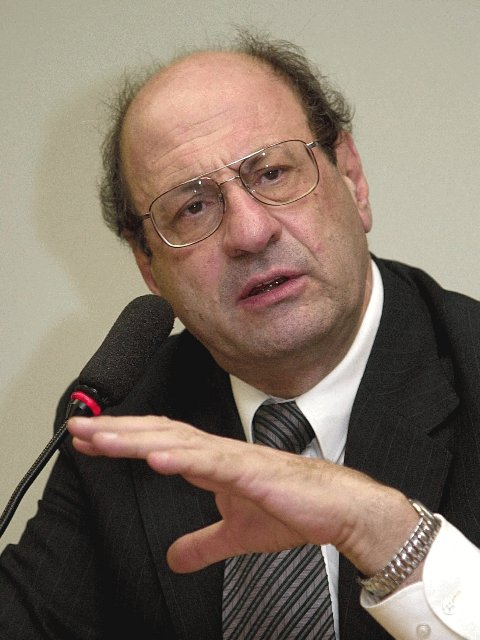
José Zalaquett, Chủ tịch 2004

| Năm       | Nước               | Ủy viên                        | Chủ tịch (post-2001) Phó chủ tịch (pre-2001) |
| --------- | ------------------ | ------------------------------ | -------------------------------------------- |
| 1960–1963 | Venezuela          | Rómulo Gallegos                |                                              |
| 1960–1964 | El Salvador        | Reynaldo Galindo Pohl          |                                              |
| 1960–1968 | Ecuador            | Gonzalo Escudero               |                                              |
| 1960–1972 | Chile              | Ángela Acuña de Chacón         |                                              |
| 1960–1972 | Hoa Kỳ             | Durwood V. Sandifer            |                                              |
| 1960–1972 | Chile              | Manuel Bianchi Gundián         |                                              |
| 1960–1979 | Mexico             | Gabino Fraga                   |                                              |
| 1964–1968 | Uruguay            | Daniel Hugo Martins            |                                              |
| 1964–1983 | Brasil             | Carlos A. Dunshee de Abranches |                                              |
| 1968–1972 | Peru               | Mario Alzamora Valdez          |                                              |
| 1968–1972 | Uruguay            | Justino Jiménez de Arechega    |                                              |
| 1972–1976 | Argentina          | Genaro R. Carrió               |                                              |
| 1972–1976 | Hoa Kỳ             | Robert F. Woodward             |                                              |
| 1972–1985 | Venezuela          | Andrés Aguilar                 |                                              |
| 1976–1979 | Guatemala          | Carlos García Bauer            |                                              |
| 1976–1979 | Costa Rica         | Fernando Volio Jiménez         |                                              |
| 1976–1983 | Hoa Kỳ             | Tom J. Farer                   |                                              |
| 1976–1978 | Colombia           | José Joaquín Gori              |                                              |
| 1978–1987 | Colombia           | Marco Gerardo Monroy Cabra     |                                              |
| 1980–1987 | El Salvador        | Franciso Bertrand Galindo      |                                              |
| 1980–1985 | Mexico             | César Sepúlveda                |                                              |
| 1980–1985 | Costa Rica         | Luis Demetrio Tinoco Castro    |                                              |
| 1984–1988 | Hoa Kỳ             | R. Bruce McColm                |                                              |
| 1984–1987 | Bolivia            | Luis Adolfo Siles Salinas      |                                              |
| 1984–1991 | Brasil             | Gilda Maciel Correa Russomano  |                                              |
| 1986–1989 | Argentina          | Elsa Kelly                     |                                              |
| 1986–1993 | Venezuela          | Marco Tulio Bruni-Celli        |                                              |
| 1986–1993 | Barbados           | Oliver H. Jackman              |                                              |
| 1988–1991 | Hoa Kỳ             | John Reese Stevenson           |                                              |
| 1988–1995 | Honduras           | Leo Valladares Lanza           |                                              |
| 1988–1995 | Jamaica            | Patrick Lipton Robinson        |                                              |
| 1990–1997 | Argentina          | Óscar Luján Fappiano           |                                              |
| 1992–1995 | Hoa Kỳ             | Michael Reisman                |                                              |
| 1994–1997 | Trinidad và Tobago | John S. Donaldson              | 1997                                         |
| 1998–1999 | Barbados           | Henry Forde                    |                                              |
| 1992–1999 | Colombia           | Álvaro Tirado Mejía            | 1995                                         |
| 1996–1999 | Venezuela          | Carlos Ayala Corao             | 1998                                         |
| 1996–1999 | Haiti              | Jean-Joseph Exumé              |                                              |
| 1994–2001 | Hoa Kỳ             | Claudio Grossman               | 1996 2001                                    |
| 1998–2001 | Brasil             | Hélio Bicudo                   | 2000                                         |
| 1999–2001 | Barbados           | Peter Laurie                   |                                              |
| 2002–2002 | Peru               | Diego García Sayán             |                                              |
| 1996–2003 | Hoa Kỳ             | Robert K. Goldman              | 1999                                         |
| 2000–2003 | Guatemala          | Marta Altolaguirre Larraondo   | 2003                                         |
| 2000–2003 | Argentina          | Juan E. Méndez                 | 2002                                         |
| 2000–2003 | Ecuador            | Julio Prado Vallejo            |                                              |
| 2002–2005 | Peru               | Susana Villarán                |                                              |
| 2001–2005 | Chile              | José Zalaquett                 | 2004                                         |
| 2004–2007 | Paraguay           | Evelio Fernández Arévalos      | 2006                                         |
| 2004–2007 | Venezuela          | Freddy Gutiérrez               |                                              |
| 2002–2009 | Antigua và Barbuda | Sir Clare Kamau Roberts        |                                              |
| 2004–2009 | El Salvador        | Florentín Meléndez             |                                              |
| 2006–2009 | Argentina          | Víctor Abramovich              |                                              |
| 2006–2009 | Hoa Kỳ             | Paolo Carozza                  | 2008                                         |

## Các vụ vi phạm nhân quyền do Ủy ban Nhân quyền liên Mỹ điều tra
- Thảm sát Trujillo (Colombia)
- Thảm sát Barrios Altos (Peru)
- Lori Berenson (Peru)
- Thảm sát La Cantuta (Peru)
- 'El Caracazo (Venezuela)
- Những người chết ở Ciudad Juárez (Mexico)
- Antoine Izméry (Haiti)
- Thảm sát Plan de Sánchez (Guatemala)
- Hugo Chavez (Venezuela)